# Roméo Martinez
Pour les articles homonymes, voir Martinez.
Roméo Martinez, né en 1911 au Mexique et mort le 13 novembre 1990 à Paris, est un historien français de la photographie, qui fut rédacteur en chef de la revue suisse de photographie Camera de 1953 à 1964.

## Biographie
Après des études de lettres et d'économie et des séjours dans divers pays dont l'Espagne, la Suisse et l'Italie, Roméo Martinez obtient en France un diplôme de sciences politiques, et s'y installe.
En 1926, il collabore au quotidien Excelsior où il assure la direction iconographique.
En 1938, il rencontre Emmanuel Sougez, alors directeur du service photo de L'Illustration.
En 1945, Il commence une carrière d'éditeur d'images. Responsable de l'illustration photographique de la revue suisse Occident, il est également le concepteur de la  revue Monsieur.
Il devient en 1953 rédacteur en chef de la revue photographique suisse Camera  dont il assure la direction jusqu'en 1964.
Organisateur de la biennale photographique de Venise de 1957 à 1975, il fut aussi directeur de la collection Biblioteck der Photographie, auteur de nombreux livres et organisateur du département iconographique du Centre Georges Pompidou.
Parallèlement aux nombreux colloques, expositions et conférences auxquels il participe, il réalise des émissions télévisées sur la photographie en Italie et en France.
Il a reçu en 1981 le prix de photographie de la ville de Paris. La bibliothèque de la Maison européenne de la photographie porte son nom.

## Filmographie
- Hommage à Roméo Martinez, court métrage co-réalisé par Roger Pic et Patrick Roegiers, Rencontres internationales de la photographie d'Arles, 1991.